# 中国のメラミン入りミルク事件
中国のメラミン入りミルク事件（ちゅうごくのメラミンいりミルクじけん）とは、2008年6月以降に中華人民共和国から広がったメラミンによる食品汚染事件である。粉ミルクのタンパク質含有量を多く見せかけるためにメラミンが使われ、結石被害は29万人に上った。

## 概要
2008年9月、中国河北省石家荘市の三鹿集団の製造した粉ミルクによる被害が多数報道された。粉ミルクには化学物質であるメラミンが含まれていたことが分かっており、11月末までに29万人以上の乳児が被害を受け、5万人以上が入院し6人が死亡した。被害を受けた乳児の多くは腎臓や尿管、膀胱に結石ができていた。AQSIQが中国国内で粉ミルクを生産する109社のサンプルを調査したところ、22社の製造した粉ミルクからメラミンが検出された。初めに汚染が見つかった三鹿集団のほかに、「伊利集団」「蒙牛乳業」「雅士利」といったブランドの粉ミルクにもメラミンが含まれていた。
このメラミンは牛乳中のタンパク質含有量を多く見せかけるために加えられた。東京新聞は農家から企業へ牛乳を納入するブローカーのほかに、農民も品質のためにメラミンを混入しており、それに加えて企業と地元政府の隠蔽体質など中国社会の構造的問題が浮かび上がったと報じた。9月14日には三鹿集団に原料乳を販売する生産者2人を毒物混入の疑いで逮捕した。2人は2007年末に三鹿集団から品質が基準に満たないことを理由に原料乳の買取を拒否されたことから、タンパク質含有量を多く見せかけようとした。

## 事件の経緯
2008年2月25日、浙江省泰順県の王元平は、購入した三鹿粉乳を粗悪品だと考え、メーカーに製品を送って検査を求め、報告書の提出を要望したが、失敗に終わった。同年3月、三鹿集団には尿路結石の苦情が寄せられるようになった。3月31日には王元平が泰順県の工商局に製品の一括検査を申請したものの、不十分な検査によって早急に問題なしとされた。
中華人民共和国の胡錦濤国家主席は、2008年5月4日、訪日前に北京駐在の日本のマスメディア向けに「毒ギョーザ事件（中国製冷凍餃子中毒事件）」を釈明するための記者会見を開いた際、「中国政府は食品の安全を高度に重視しており、人民の健康を高度に重視している」と語った。しかし、実際にはその時点ですでに数十万人の乳幼児が毒粉ミルクによって尿路結石を患っており、数名の死者も出ていた。
三鹿集団によれば実際に毒性のメラミンを検出し石家荘政府に報告したのは2008年8月1日のことであり、香港紙は8月8日からの北京五輪開催を前にして混乱を避けるために市政府が事件を隠蔽した可能性を指摘した。

### 発覚
この事件が発覚したのは、北京オリンピック後の2008年9月のことであった。日本、香港、台湾、シンガポールなどでメラミン入りの中国食品の存在が次々に公表され、北アメリカ大陸やヨーロッパでも被害が判明した。9月15日に石家荘市政府はこの事件で回収された粉ミルク1万トン以上を廃棄すると発表した。政府は遠隔地の粉ミルクも回収するためあらゆる手段を講じると述べ、被害を受けた家族への支援のため山中の僻地へと医療チームが派遣された。読売新聞によれば、9月23日までに少なくとも台湾、シンガポール、マレーシア、インドネシア、フィリピン、ブルネイ、バングラデシュで中国製乳製品の禁輸措置が取られた。10月1日には、中国政府が安全性の確保ができるまで乳製品を輸出しないことを在北京市外交団に説明したことが明らかとなった。

### 関係者の処罰と破産宣告
この件で10月10日までに、三鹿集団の前会長の田文華や酪農家などをふくむ計36人が逮捕された。河北省衛州の張玉軍は、メラミンとマルトデキストリンを混ぜたタンパク質粉末を生産していた。牛乳生産センターを管理していた耿進平は、三鹿集団を含む販売店にメラミン入りのミルクを供給していたとして逮捕された。1月22日に張玉軍と耿進平は死刑を、三鹿集団のゼネラルマネージャーであった田文華は終身刑を宣告された。2人の死刑は2009年11月29日に執行されたと報じられた。
三鹿集団は2008年12月に破産申請をし、受理された。

## 拡大
- 牛乳

9月18日、国家品質監督検査検疫総局は「伊利」「蒙牛」「光明」の製品サンプルからもメラミンが検出されたと発表し、牛乳への汚染も判明した。
- 鶏卵・フライドチキン

厚生労働省の発表によると、中国から輸入されたフライドチキンからメラミンが検出された。
三井物産は中国から輸入した粉末卵からメラミンが検出されたとして、すべての粉末卵を回収し中国に送り返すか破棄する計画であると声明を上げた。
- ベーキングパウダー

マレーシア保健省は、国内2ブランドのビスケット18種からメラミンが検出され、検出元はビスケットに使われていた重炭酸アンモニウムであったと明らかにした。台湾でも同様に中国から輸入した重炭酸アンモニウムからメラミンが検出され、さまざまな焼成食品に用いられていたことがわかっている。

## 日本への影響
厚生労働省の発表によると、11月末までに日本に輸入された食品のうち、輸入段階でメラミンが検出されたものが16件、すでに輸入されていたものが26件あった。
9月20日、丸大食品は「伊利」などのメーカーが生産する牛乳を原料とした5商品を自主回収すると発表した。その後、26日にはそのうち4商品からメラミンが検出されたと明らかにした。